# 横川定光院

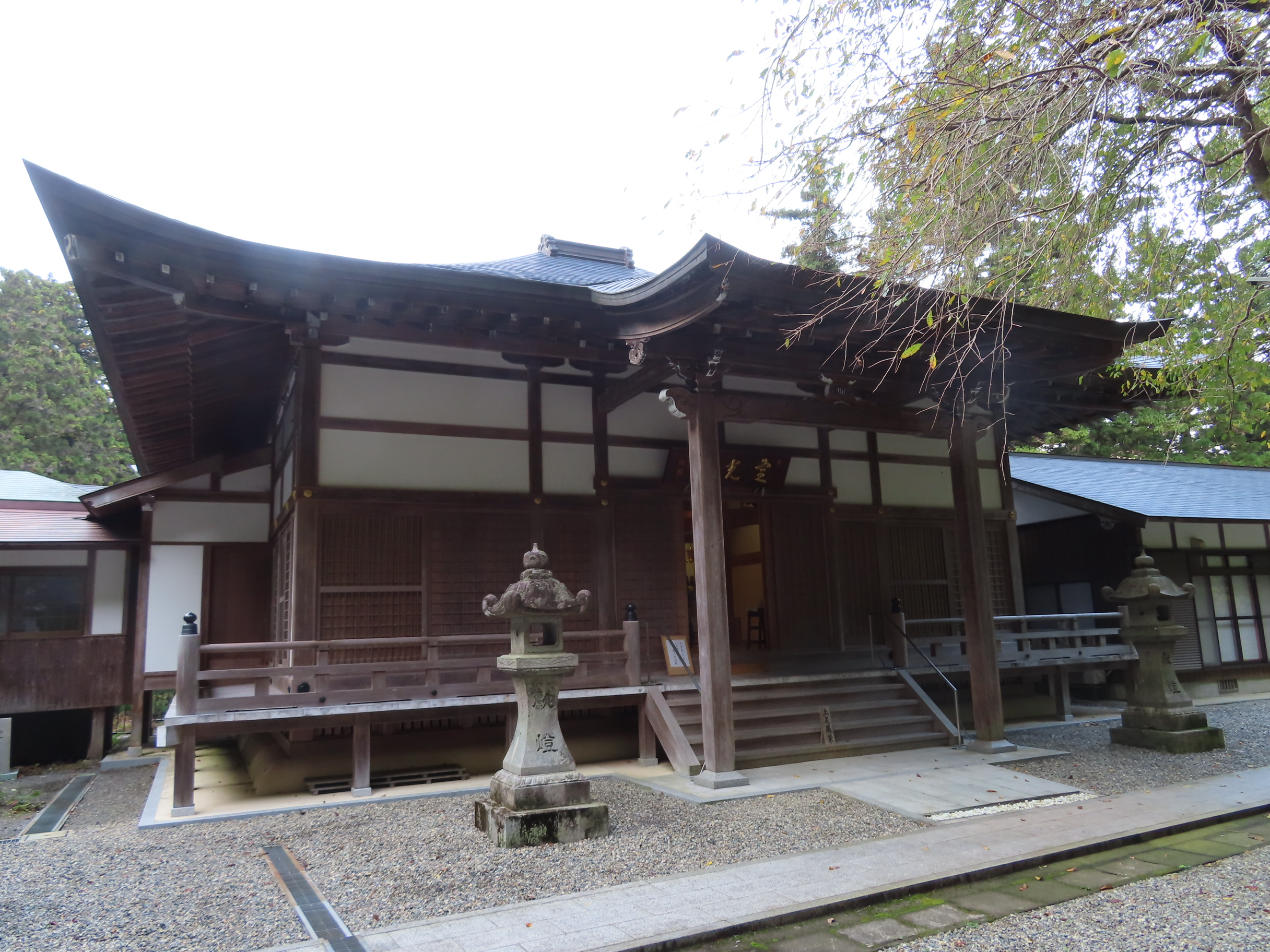
祖師堂

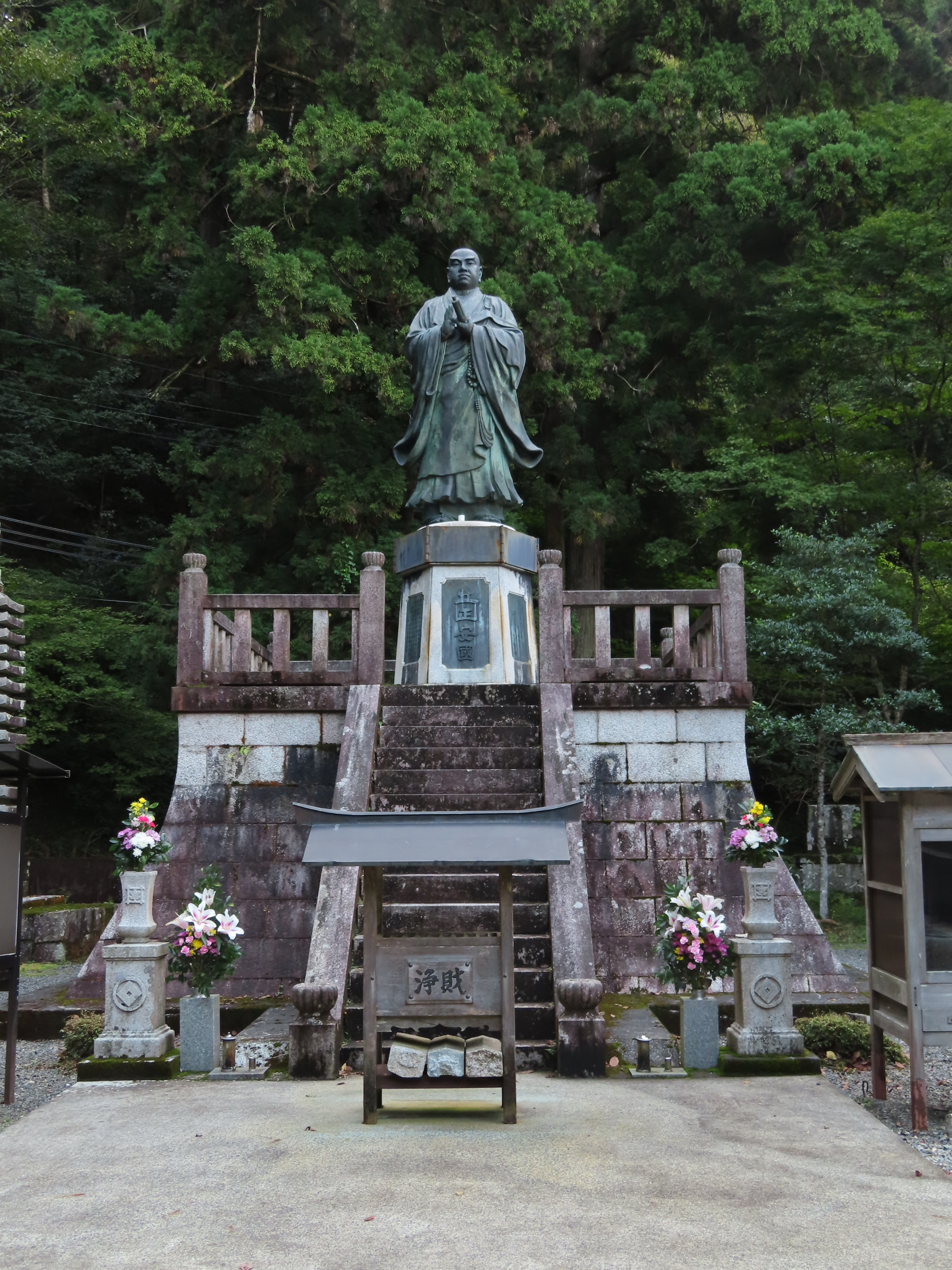
日蓮聖人像

横川定光院（よかわじょうこういん）は、滋賀県大津市坂本本町にある天台宗の寺院だが、管理は協定により日蓮宗が行っている。
平成7年2月1日に「日蓮聖人御遊学　比叡山横川定光院の聖地」として、日蓮宗宗門史跡に定められた。日蓮宗比叡山研修道場として維持管理されている。

## 歴史
- 寛元元年（1243年）から建長6年（1254年）頃まで、立正大師日蓮の比叡山における修行拠点となった。
- 日蓮聖人700遠忌にあたる昭和56年（1981年）に「定光院奉賛会」を結成された。
- 平成4年（1992年）に日蓮聖人御遊学750年慶讃法要が執り行われた。その次の年になる平成5年（1993年）5月7日に、日蓮宗と比叡山延暦寺との間で定光院護持運営に関する協定が結ばれ、「横川定光院護持顕彰会」が発足された。これによって、日蓮宗による組織的な護持管理体制が確立された。
- 立教開宗750年を迎えるに当たり、「五万人講」勧募が全国展開された。この際に集まった浄財によって、平成17年（2005年）日蓮宗立教開宗750年慶讃事業で本堂、庫裡、山門が再建された。

## 参考資料
- 日蓮宗寺院大鑑編集委員会『宗祖第七百遠忌記念出版 日蓮宗寺院大鑑』大本山池上本門寺 （1981年）
- 市川智康『日蓮聖人の歩まれた道』水書房
- 日蓮宗新聞 2005年11月1日
- 横川定光院立教開宗750年記念慶讃事業　紀要「始唱黎明」　横川定光院護持顕彰会発行

## 公式サイト
- 公式ウェブサイト（日本語）

座標: 北緯35度5分56.4秒 東経135度51分13.9秒 / 北緯35.099000度 東経135.853861度